# 真岡インターチェンジ
真岡インターチェンジ（もおかインターチェンジ）は、栃木県真岡市長田にある、北関東自動車道のインターチェンジ。

## 概要
栃木県南東部（芳賀地域）に存在する唯一の高速道路のインターチェンジであり、鬼怒テクノ通り（国道408号バイパス）と接続して真岡市中心部および益子町への最寄りである。
当IC周辺は、宇都宮テクノポリス開発計画における拠点地区のひとつとして位置づけられており、大規模な区画整理事業が計画されている。

## 歴史
- 2008年（平成20年）
  - 3月15日：宇都宮上三川IC - 真岡IC間開通に伴い、供用開始[1][2]。
  - 12月20日：真岡IC - 桜川筑西IC間開通[1][3]。
- 2010年（平成22年）3月14日：真岡IC周辺開発事業（土地区画整理事業と第5工業団地造成事業の同時施行）が完了、スパリゾートリブマックス（スパリゾート・フジ）において竣工記念式典。[4]。

## 周辺
- スパリゾートリブマックス
- ヤマダデンキテックランド真岡店（南西へ）

## 接続する道路
- 直接接続
  - E50 北関東自動車道（11番）
  - 国道408号（鬼怒テクノ通り）
- 間接接続
  - 栃木県道47号真岡上三川線

## 料金所
- ブース数：5

### 入口
- ブース数：2
  - ETC専用：1
  - 一般：1

### 出口
- ブース数：3
  - ETC専用：1
  - ETC・一般：1
  - 一般：1

## 隣
E50 北関東自動車道
(10) 宇都宮上三川IC - (11) 真岡IC - (12) 桜川筑西IC